# Sports Writers Association of Ghana
Die Sports Writers Association of Ghana (SWAG) ist der Interessenverband der Sportjournalisten im westafrikanischen Ghana. Die Vereinigung veranstaltet unter anderem die Wahlen zum Fußballer des Jahres und ist als Mitgliedsverband in der Association Internationale de la Presse Sportive (AIPS) organisiert.

## Geschichte
Im Juni und Juli 1968 organisierte Kingsley Obeng, Sportreporter der Ghanaian Times, Zusammenkünfte von Sportjournalisten aus Presse, Funk und Fernsehen mit dem Ziel einer Verbandsgründung. Bei der Gründungsversammlung im Accra Sports Stadium wurden Joe Lartey und Ben Eghan von der Ghana Broadcasting Corporation (GBC) zum Verbandspräsidenten und dessen Stellvertreter gewählt; weitere Vorstandsmitglieder wurden Obeng, J. K. Addo Twum von der Daily Graphic sowie William Opare von der GBC. Zu den insgesamt vierzehn Gründungsmitgliedern zählten außerdem Ken Bediako sowie Mitglieder der Ghana News Agency (GNA). In Anwesenheit von Anthony Deku, dem Beauftragte des regierenden National Liberation Council für Sport, fanden am 3. August 1968 die offiziellen Gründungsfeierlichkeiten im Ambassador Hotel der Hauptstadt Accra statt.